# 愛の残り火
「愛の残り火」(原題：Don't You Want Me)は、ヒューマン・リーグが1981年にリリースしたシングル。

## 概要
3枚目のスタジオ・アルバム『デアー』から4枚目のシングルとしてリリースされた。
全英・全米で1位を記録。イギリスでは5週連続、アメリカでは3週連続に渡った。
1989年にはマンディー・スミスがカバーをリリースした。

## トラックリスト
1. 愛の残り火 - 3:57
2. セカンズ - 4:58

## チャート
| チャート（1981~1982年）          | 最高順位 |
| -------------------------------- | -------- |
| イギリス（全英シングルチャート） | 1        |
| アメリカ（Billboard Hot 100）    | 1        |